# Flaschenknecht

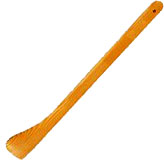
Flaschenknecht

Der Flaschenknecht ist ein von Künstlern und Bildhauern verwendetes Werkzeug zum Ausformen von Flaschen aus Ton. Er ist ein etwa 30 cm langer Stab, der zumeist aus Holz besteht und an einem Ende eine Auswölbung von etwa 3,5 cm Breite besitzt.